# Głubczyce
Głubczyce (udtale: [ɡwupˈt͡ʂɨt͡sɛ], tjekkisk: Hlubčice eller sparsely Glubčice, schlesisk: Gubczyce eller Gubczycy, tysk: Leobschütz)   er en by  i den sydlige del af voivodskabet Opole  i det sydlige Polen, tæt ved grænsen til Tjekkiet.  Byen  har 12.100(2021) indbyggere og et areal på	12,52 km².  Den  er administrationsby  powiatet (amt) Głubczyce.

## Geografi
Głubczyce  ligger  på Głubczyce-plateauet (polsk: Płaskowyż Głubczycki; en del af Schlesiske lavland) ved floden Psina (Cina), en venstre biflod til floden Oder. Byens centrum ligger cirka 62 km syd for Opole og lige nordvest for Ostrava.

## Historie
Området blev en del af den nye polske stat i det 10. århundrede. Bebyggelsen kaldet Glubcici blev første gang nævnt i et skøde fra 1107. På det tidspunkt var det en lille landsby, domineret af et stort træslot. Det stod på højre bred af Psina-floden, som ifølge en fredsaftale fra 1137 mellem hertugerne Soběslav 1. af Bøhmen og Bolesław 3. af Polen dannede grænsen mellem de mæhriske lande (dengang styret af hertugerne af Bøhmen) og den polske provins Schlesien. Den nøjagtige dato for byens grundlæggelse er ukendt, men den kan spores tilbage til 1224, hvor byen kaldet Lubschicz havde bompengerettigheder opnået fra Přemyslidkongen Ottokar 1.
I 1241 blev byen ødelagt under mongolernes invasion. Under byens genopbygning blev den venstre bred af Psina også bebygget, og i 1270 blev byrettigheder bekræftet af kong Ottokar 2. af Bøhmen. I løbet af denne tid blev der bygget en mur rundt om byen, komplet med vagttårne og en voldgrav. En stor sognekirke blev også bygget i byen, som var blevet tildelt af kong Ottokar II til johannitterordenen i 1259. Efter hans nederlag i 1278 Slaget ved Marchfeld, byprivilegierne blev anerkendt af kong Rudolf 1. af Tyskland. Ottokars enke Kunigunda af Halych fik opført et hospital, drevet af riddernes hospitalsleder. I 1298 modtog byen udvidede rettigheder fra kong Wenceslaus 2. De privilegier, der blev givet borgerne, skulle tjene som eksempel for andre byer i årene efter.

## Galleri
- Jomfru Marias fødselskirke
- Forsvarstårn fra middelalderen nær Wiosenny torvet
- Distriktsretten
- Skole
- Brandstation
- Franciskansk barokkirke og kloster